# Паб-рок

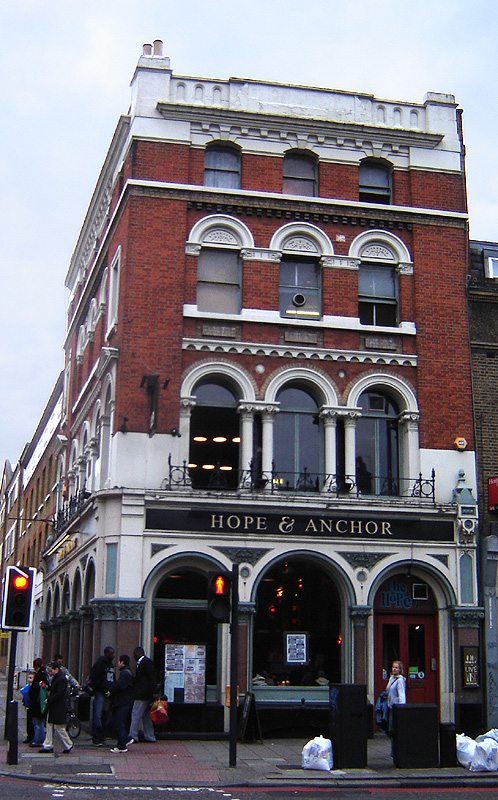
Паб «Hope and Anchor» в Иcлингтоне, один из важнейших паб-рок-клубов

Паб-рок (англ. Pub rock) — музыкальное направление, возникшее в первой половине 1970-х годов как протестная реакция представителей британского рутс-рока на чрезмерную отполированность звука в прог-роке, и американском AOR, андрогинность звёзд глэм-рока. 
Паб-рок (от паб) практически сошёл на нет с приходом панк-рока, прямым предшественником которого он и считается.
Возникновение паб-рока совпало с кризисом британской концертной сцены: сеть небольших музыкальных клубов, нередко функционировавших на лицензионной основе, к концу 60-х годов практически исчезла, превратившись во множество кинотеатров. Новые группы, не имевшие поддержки записывающих компаний, практически не имели возможности с нуля создать себе аудиторию, используя в качестве временных пристанищ пабы и бары.
При том, что паб-рок — феномен чисто британский, своим становлением он во многом обязан американской кантри-рок-группе Eggs Over Easy, которая в конце 1971 года сыграла в пабе «Tally Ho» (Кентиш-Таун, север Лондона), положив конец царившей здесь джазовой монополии. Вскоре завсегдатаями здесь стали Bees Make Honey (также американские кантри-рокеры), австрало-английская группа Max Merritt & The Meteors и Brinsley Schwarz. За «Tally Ho» последовали: «The Cock», «The Brecknock», «The Lord Nelson», «The Hope and Anchor», «The Greyhound», «The Red Lion», «The Rochester Castle».
Призывая себя и коллег «вернуться к основам», паб-рокеры играли простой и грубый, как правило жизнерадостный рок-н-ролл (ритм-энд-блюз, хард-рок), являвший собой полную противоположность мейнстримовским течениям, представители которых с каждым годом все более теряли прямой контакт с аудиторией. Многие паб-рокеры (такие, как The Stranglers, Элвис Костелло, Иэн Дьюри, Ник Лоу, Eddie and the Hot Rods) известность приобрели с приходом панк-рока. Джо Страммер (прежде чем образовать The Clash) играл в паб-группе The 101ers.
Британский паб-рок возник в Лондоне и затем постепенно распространился по ближайшим графствам. Позже выяснилось, что он был скорее географическим, нежели общенациональным культурным феноменом; север Лондона и Южный Эссекс так и остались его центрами.
Важнейшими паб-рок-клубами в Лондоне были «Hope and Anchor» (Аппер-стрит, Излингтон), «Pegasus Music Hall» (Грин-лейнз), «Dublin Castle» (Кэмден-таун), «Bull and Gate» (Кентиш-таун) и «George Robey» (Финсбери-парк).
Главным производителем паб-рока можно считать инди-лейбл Stiff Records Джейка Ривьеры и Тома Робинсона.